# Ле Кальве, Танги
Танги Ле Кальве (фр. Tanguy Le Calvé, род. 16.05.1995, Франция) — французский игрок в го, обладатель профессионального 1 дана от Европейской федерации го.
Ле Кальве родился во Франции в 1995 году. Он начал играть в го в 12 лет, после того как посмотрел аниме-сериал Хикару и го и нашёл дома старый отцовский гобан. В семье никто не мог научить его игре, поэтому он стал играть партии по интернету, на сервере KGS. В 2015 году Ле Кальве отправился на полгода в Китай изучать го в Академии им. Гэ Юйхуна (кит. упр. 葛玉宏围棋道场, палл. Гэ Юйхун вэйци даочан) по программе CEGO, после чего он также стал преподавать. Сегодня преподавание го является его основной работой.
С 2009 по 2013 года Ле Кальве пять раз становился чемпионом Франции среди молодёжи. В 2017 году он занял первое место на международном турнире го в Амстердаме. Также с 2014 года он многократно занимал призовые места на Pandanet Go European Team Championship.
С 2016 года Ле Кальве участвовал в квалификационных турнирах Европейской федерации го на получение европейского профессионального дана. В 2019 году, на пятом квалификационном турнире (третьем для Ле Кальве), он проиграл во втором раунде Станиславу Фрейляку, но смог выйти в финал и разбить в нём чеха Лукаша Подперу. Ле Кальве стал седьмым обладателем европейского профессионального дана.